# ザ・ムーン (映画)
『ザ・ムーン』（原題：In the Shadow of the Moon）は、2007年のイギリス映画。アポロ計画に関するドキュメンタリー映画であり、同計画に参加した宇宙飛行士が多数出演している。第21回東京国際映画祭特別招待作品である。

## 出演
- バズ・オルドリン
- アラン・ビーン
- ジーン・サーナン
- マイケル・コリンズ
- チャールズ・デューク
- ジム・ラヴェル
- エドガー・ミッチェル
- ハリソン・シュミット
- デイヴィッド・スコット
- ジョン・ヤング

## スタッフ
- 監督：デヴィッド・シントン
- 製作：ダンカン・コップ
- 撮影：クライヴ・ノース
- 編集：デヴィッド・フェアヘッド
- 音楽：フィリップ・シェパード
- 提供：ロン・ハワード